# Lakatos György (plébános)
Lakatos György (Eger, 1831. december 20. – Kőszeg, 1894. szeptember 22.) római katolikus plébános az egri egyházmegyében, műfordító.

## Élete
Az egyházi pályára lépve, iskoláinak elvégzése után tanári alkalmazást nyert és mint a Foglár-intézet igazgatója működött. Később felnémeti plébános és alesperes lett, mely javadalmáról azonban idegbaja következtében lemondott és nyugalomba vonult. Előbb Ungváron élt, később pedig Kőszegen lakott.

## Munkái
- Felix atya 1863. és 1864. nagybőjti értekezései. Francziából ford. Eger, 1863-1864. Két kötet.
- A vierwaldstätti tó Schweiczban. Uo. 1863.
- XVI. Lajos franczia király templomi imája. Eger, ... (az egri kath. legényegylet Olvasótára I. füzetében.)

Tevékeny részt vett a Cantu Caesar, Az utolsó harmincz év történetének fordításában.